# Río Obra

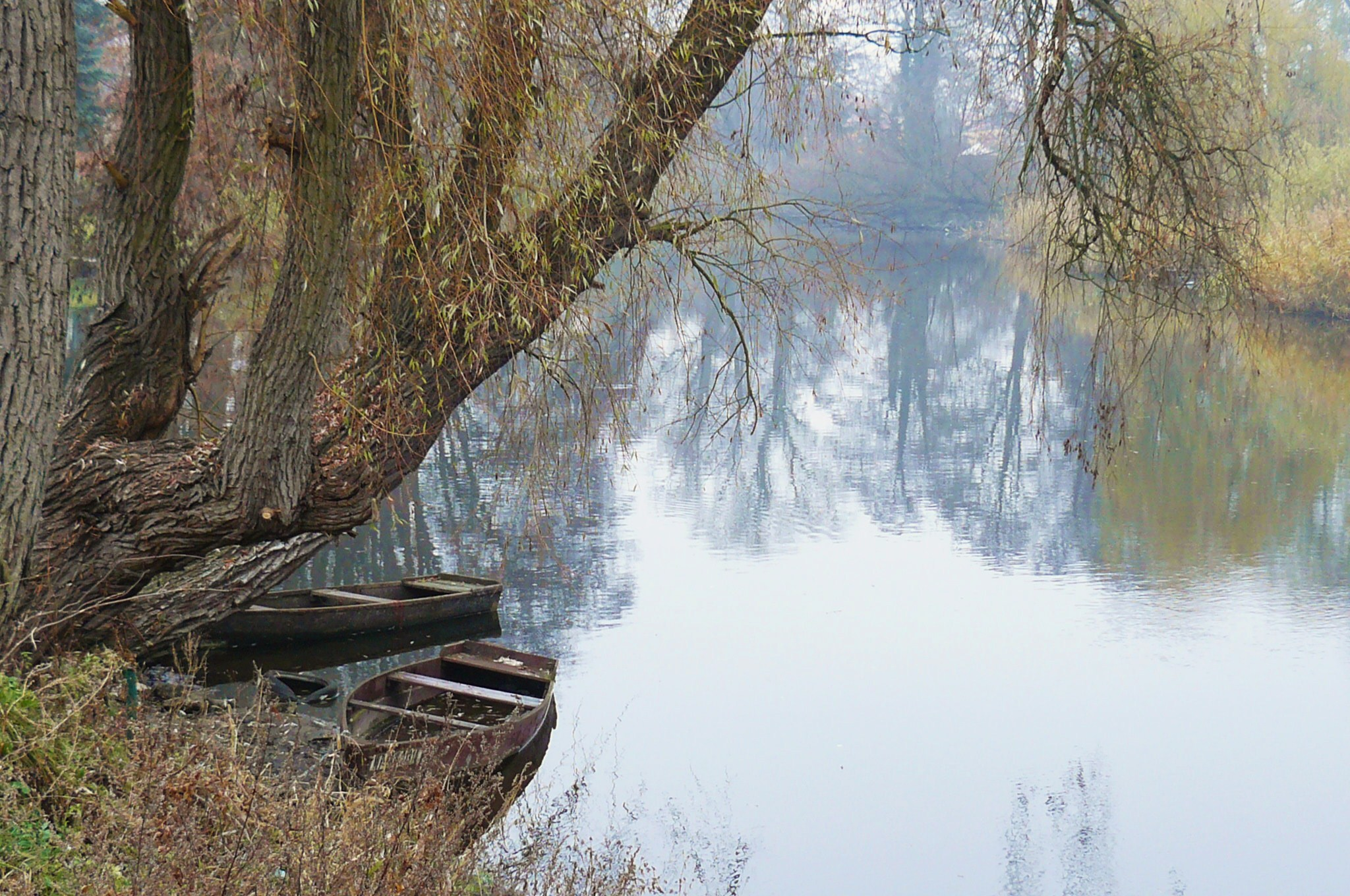
El río Obra cerca de Zbąszyń.

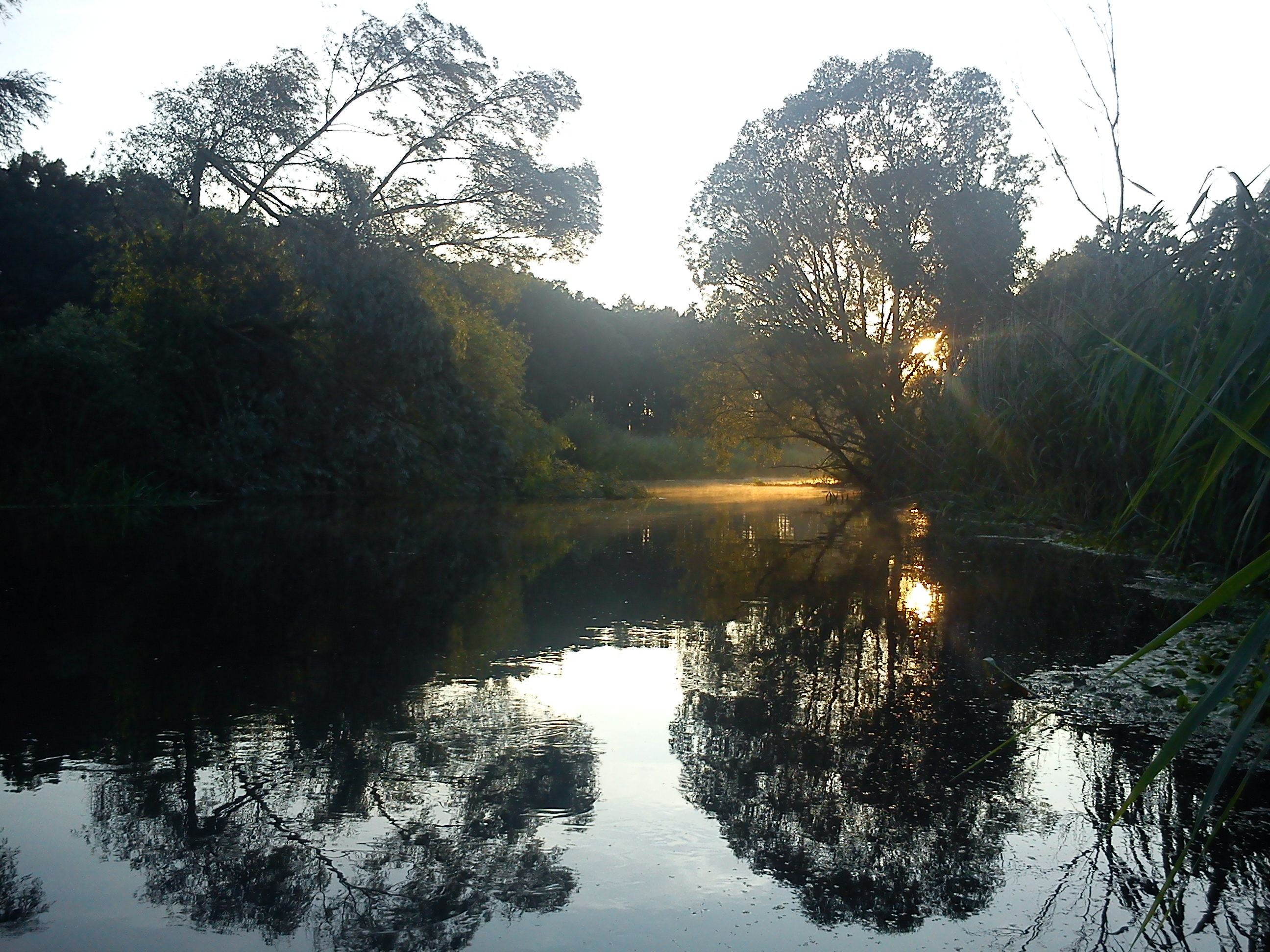
El río Obra cerca de Trzciel.

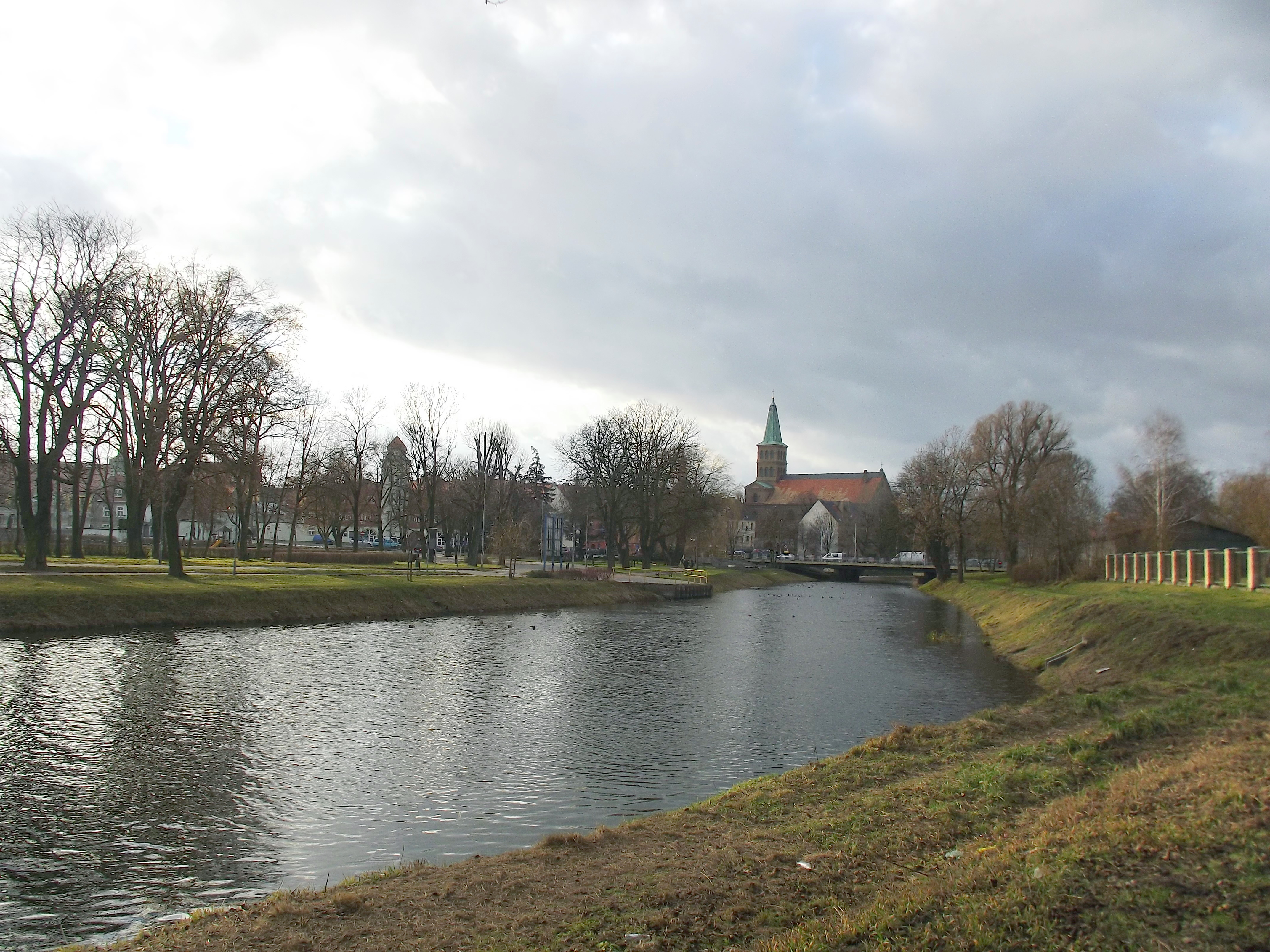
El río Obra en Międzyrzecz.

El río Obra es un río en el oeste de Polonia, afluente del río Warta (en Skwierzyna ), con una longitud de 171 kilómetros y un área de cuenca de 2.760 km². El río es muy popular entre los aficionados a la canoa y el kayak, y existe un sendero de canoa establecido.

## Curso
El río nace cerca de Jarocin y desemboca en el río Warta en la ciudad de Skwierzyna. El Obra atraviesa otras ciudades como Krzywin, Kościan, Zbaszyn, Trzciel, Miedzyrzecz, Bledzew y Skwierzyna. El río también atraviesa varios lagos.

## Canotaje
El Obra es un río muy popular para practicar piragüismo y kayak. Las excursiones en canoa suelen comenzar en Zbaszyn. A partir de ahí, el río atraviesa zonas silvestres y el campo. El viaje en canoa no es especialmente difícil, a excepción de algunos lugares complicados en los que los árboles caídos pueden suponer un trastorno. El Obra se considera un río seguro para los principiantes.

## Flora y fauna
El río Obra es un rico hábitat para la flora y la fauna. Aquí crecen varias especies de orquídeas. En los alrededores de Obra crecen droseras, juncos de barro, musgos y lirios de gorro de turco, junto con más de 200 especies de musgos y un número igualmente elevado de hongos. A lo largo del río crecen extensiones de robles, hayas y pinos silvestres.
El Obra es también un importante hábitat para las aves. Hay más de 150 especies que habitan la zona. Algunas de las aves importantes que se encuentran aquí son el águila marina, el águila pescadora, el águila real, el esmerejón común, el búho real, la cigüeña negra, el pito negro y el rascón. Las tortugas de pantano también viven en las aguas del Obra. Más de 40 especies de mamíferos recorren los alrededores del río, como el castor, la nutria, el ciervo, el tejón, la liebre y el jabalí. Entre las especies de peces que se encuentran en el Obra están el siluro, la trucha de río, el tímalo, la trucha de lago, el barbo y el salmón.

## El monstruo
Existe una tradición local relacionada con el río Obra. La tradición se centra en la parte norte del río, cerca de Bledzewand. Se cuenta la existencia de un pez gigante en el lago Czapliniec. Se cree que se trata de un pez viejo que ha crecido hasta alcanzar un tamaño gigantesco. Otros se refieren a él como un monstruo. Se cuentan historias de que el pez se come patos, cisnes e incluso perros pequeños.

## Pueblos
- Krzywiń
- Kościan
- Zbąszyń
- Trzciel
- Międzyrzecz
- Bledzew
- Skwierzyna